# Real Academia Española

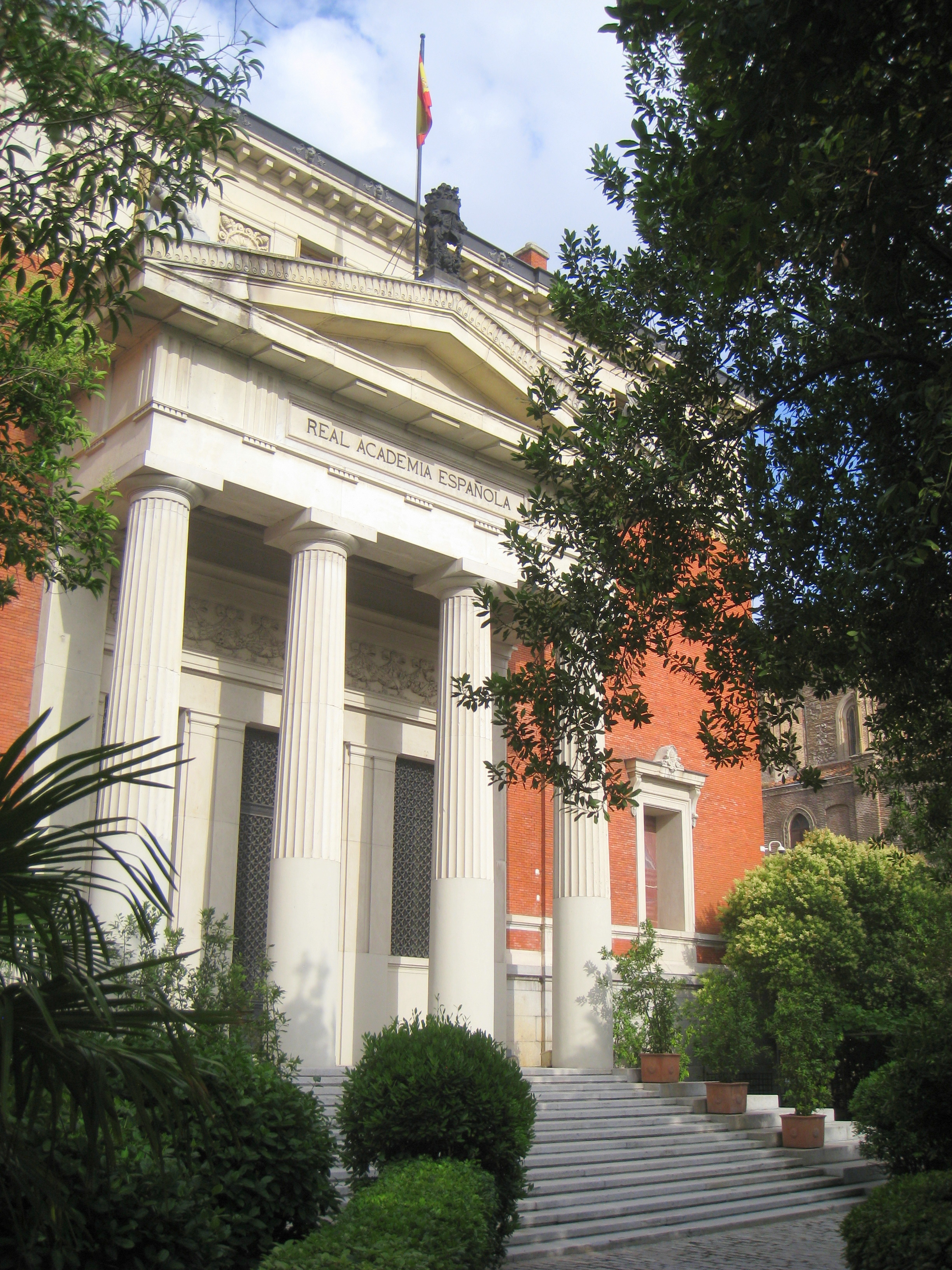
Sitz der Real Academia Española in Madrid

Die Real Academia Española [reˈal akaˈðemja espaˈɲola] („Königlich Spanische Akademie“) ist die maßgebliche Institution für die Pflege der spanischen Sprache. Sie wurde 1713 gegründet und gibt mehrere Wörterbücher, eine Grammatik und ein orthographisches Regelbuch und wichtige Quellen der spanischen Sprachgeschichte heraus. Ihre Vorgaben sind im Schulunterricht und Behördengebrauch Spaniens und der Spanisch sprechenden Länder Amerikas verbindlich. In der Umgangssprache wird sie häufig Real Academia de la Lengua („Königliche Akademie der Sprache“) mit oder ohne den Zusatz Española  oder la RAE („die RAE“) genannt.

## Vorbilder und Gründung

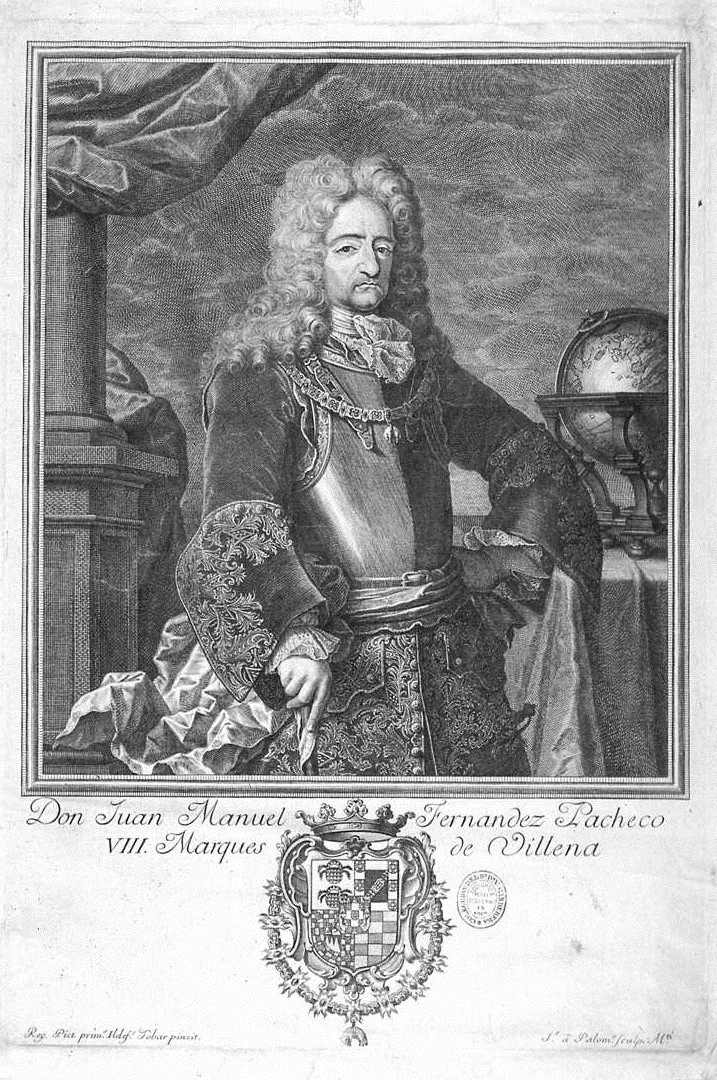
Juan Manuel Fernández Pacheco, Marqués von Villena (um 1700)

Am 3. August 1713 traf sich im Haus des Marqués von Villena zu Madrid eine Gruppe von Gelehrten, die es als Schande empfanden, dass es für die spanische Sprache bislang kein Wörterbuch gab (tatsächlich hatte Covarrubias ein Jahrhundert zuvor das erste einsprachige Wörterbuch veröffentlicht). Ihre Vorbilder für die Gründung einer Akademie waren die Accademia della Crusca zu Florenz sowie die Académie Française zu Paris. In Florenz hatte 1580 ein Freundeskreis mit der Arbeit an einem italienischen Wörterbuch begonnen. Das Vocabulario degli Accademici della Crusca basierte auf dem Wortschatz von Dante, Petrarca und Boccaccio, den die Wörterbuchmacher als Höhepunkt der italienischen Sprache empfanden, erweitert um einige moderne Schriftsteller. Es war erstmals 1612 und in einer stark erweiterten, dritten Auflage zuletzt 1691 erschienen. In Frankreich hatte sich unter der Protektion von Kardinal Richelieu 1634 die Académie Française gebildet. Zu ihren Aufgaben gehörte die Erstellung eines Wörterbuchs, einer Grammatik, einer Rhetorik und einer Poetik des Französischen. Ihr Wörterbuch (Dictionnaire) war allerdings erst 1694 – nach 60 Jahren – erschienen, und erst mit der zweiten Auflage von 1718 wurde hier die alphabetische Reihenfolge eingeführt.
In Analogie zur Académie Française nannten die Gründer ihre spanische Gelehrtengesellschaft Academia Española. Sie erbaten den Schutz von König Philipp V., ohne weitere Ansprüche zu stellen. Der König gewährte ihn im folgenden Jahr – am 3. Oktober 1714 –, seitdem darf sie sich Real Academia Española („Königliche Spanische Akademie“) nennen.

## Wörterbücher

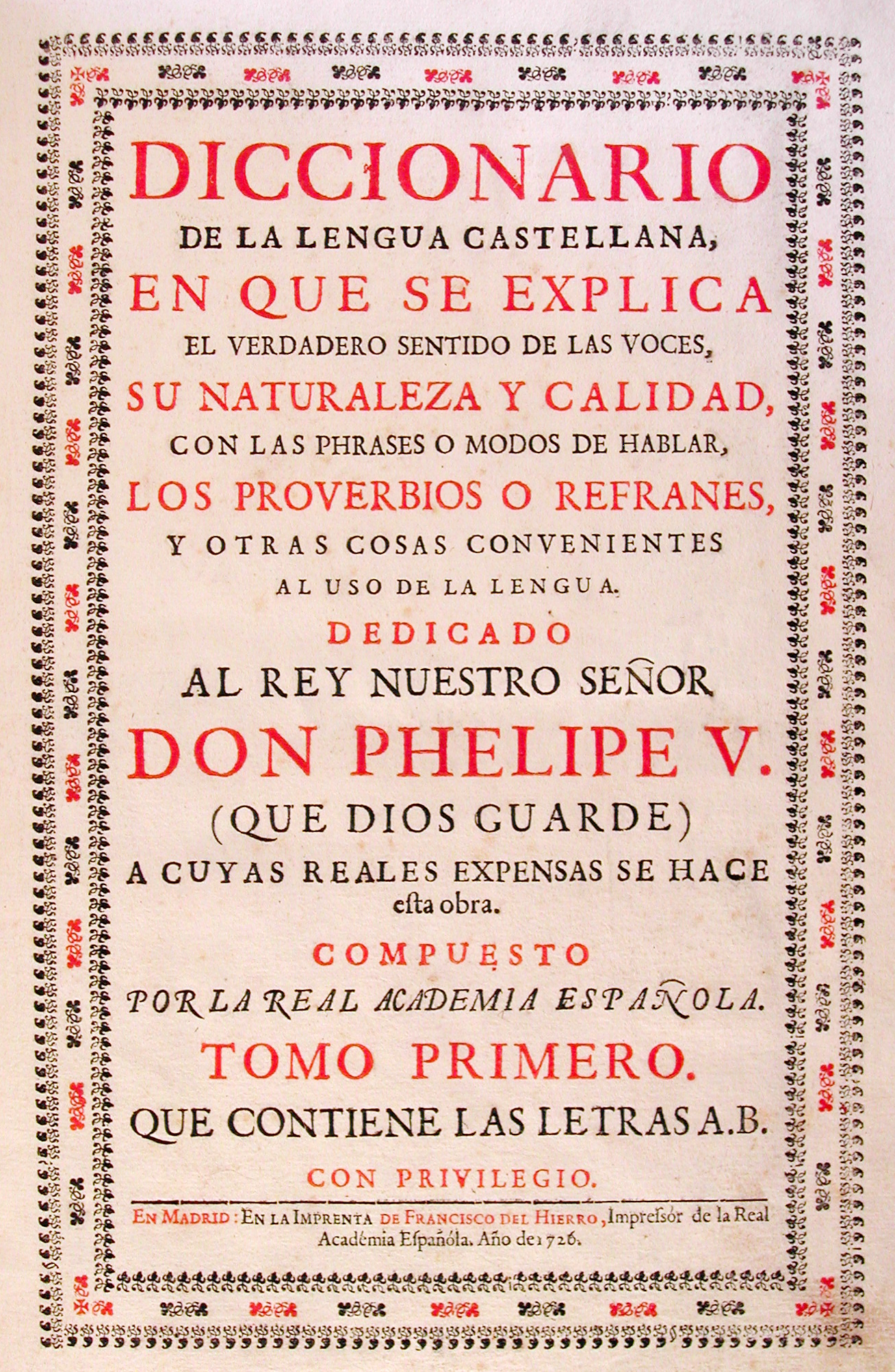
Titelblatt der ersten Auflage des Diccionario de Autoridades (1726)

Nach dem Tod des Dichters Calderón de la Barca (1600–1681) machte die spanische Sprache eine Schwächeperiode durch. Ein Wörterbuch galt den Gründern der Akademie als Mittel der Regeneration. Die dahinter stehende Vorstellung war, dass Sprachen genauso wie Organismen eine Jugend, ein reifes Zeitalter und eine Zeit des Verfalls durchlaufen. Um diesen Verfall aufzuhalten, galt es, den besten Sprachgebrauch aus der Reifezeit der Sprache zu fixieren (fijar). Nach bereits dreizehn Jahren veröffentlichte die Akademie 1726 den ersten Band des Diccionario de la lengua castellana („Kastilisch“ bedeutet in diesem Kontext so viel wie „Spanisch“); nach weiteren dreizehn Jahren schloss sie die Arbeit 1739 mit dem sechsten Band ab. Das Werk ist als Diccionario de Autoridades bekannt, weil nach dem italienischen Vorbild jeder Eintrag mit einem Zitat aus der Literatur – einer „Autorität“ – belegt worden war. Der Diccionario de Autoridades war zu seiner Zeit das weltweit modernste Wörterbuch, weil es in der Praxis einen deskriptiven Ansatz verfolgte (siehe unten: Selbstverständnis). Es ging über den Wortschatz einer Region hinaus: Das italienische Wörterbuch hatte sich auf den Florentiner Wortschatz beschränkt, das französische Pendant auf die Region von Paris. Das spanische Wörterbuch enthielt hingegen neben dem literarischen Wortschatz auch Begriffe aus der Umgangssprache, aus den Provinzen und sogar aus der Gaunersprache (germanía). Selbst einige Amerikanismen, also Wörter aus dem Wortschatz der Spanisch sprechenden Ländern Amerikas, tauchten hier schon auf.
1770 versuchte die Akademie, eine überarbeitete Fassung des Diccionario de Autoridades herauszubringen, von der aber nicht mehr als ein erster Band herausgekommen ist. Stattdessen erschien 1780 ein Diccionario de la lengua castellana in einem zwar gut handhabbaren einzigen Band, dem jedoch die Belege fehlten. Diese Kurzfassung ist unter dem Kurztitel Diccionario de la lengua española zum eigentlichen Wörterbuch der Akademie geworden; es wird häufig auch kurz Diccionario común genannt. Dieses „gewöhnliche Wörterbuch“ hat nicht den Anspruch, jedes in der spanischen Sprache vorkommende Wort nachzuweisen.
Seitdem ist die Aufgabe, ein historisches Wörterbuch herauszubringen, eine immer wieder geforderte und bisher nicht vollendete Aufgabe der Akademie geblieben. Dieser Diccionario histórico de la lengua española soll die Geschichte jedes im Spanischen vorkommenden Wortes von seinem ersten Beleg bis zu seinem letzten Erscheinen dokumentieren. Die Akademie begann die Arbeit 1914 und veröffentlichte bis zum Bürgerkrieg zwei Bände 1933/36, die von A bis CE reichen. Die bereits fertig gedruckten Bücher verbrannten bei einem Bombenangriff im Herbst 1936. Nach dem Krieg wurde beschlossen, die Arbeit neu anzufangen und ein Wörterbuch herauszubringen, das selbst das Oxford English Dictionary übertreffen würde. Die Arbeit begann 1947, der erste Faszikel wurde 1960 herausgebracht, und in sehr langsamer Erscheinungsfolge erscheinen seitdem die weiteren Faszikel. Das historische Wörterbuch beruht auf einem Korpus von 52 Millionen Wörtern und soll bei seiner Fertigstellung 170.000 Einträge umfassen. Spanisch ist damit die einzige europäische Sprache von Weltrang, für die bisher kein historisches Wörterbuch vorliegt, das vergleichbar wäre mit dem Oxford English Dictionary für das Englische, mit dem Grimmschen Wörterbuch für das Deutsche, mit dem Dictionnaire historique de la langue française für das Französische oder auch mit dem Diccionari català-valencià-balear für das Katalanische. Das einzige Konkurrenzunternehmen, das sich allerdings in der Wortauswahl beschränkt, ist der Diccionario de construcción y régimen de la lengua castellana des Kolumbianers Rufino José Cuervo.
1927 veröffentlichte die Akademie zusätzlich einen Diccionario manual e ilustrado, in dem Wörter untergebracht wurden, die aus verschiedenen Gründen noch nicht für das Akademie-Wörterbuch in Frage kamen: sei es wegen ihrer fremdsprachlichen Herkunft oder, weil sie zu neu waren, um abschätzen zu können, ob sie sich im spanischen Wortschatz halten würden. Dieses mehr auf Normalverbraucher zugeschnittene Wörterbuch wurde zuletzt 1989 neu aufgelegt. Geplant ist für 2015 – nach dem Vorbild des Oxforder Wörterbuchs – ein Mikro-Wörterbuch mit 22.000 Einträgen.

## Selbstverständnis: „reinigt, legt fest und verleiht Glanz“
1715 wurden die Statuten publiziert, ein Siegel, das einen Schmelztiegel im Feuer zeigt, sowie das Motto Limpia, fija y da esplendor („reinigt, legt fest und verleiht Glanz“) bestimmt. Dieses Motto suggeriert, dass die Akademie nach französischem Vorbild ein normatives oder präskriptives Selbstverständnis vertritt, also vorschreiben will, was guter Sprachgebrauch ist. Der Sprachwissenschaftler Álvarez de Miranda hat jedoch darauf hingewiesen, dass die Akademie von Anfang an in der Praxis einen erstaunlich modernen, nämlich deskriptiven Zugang gewählt hat. Auf der Basis einer Textsammlung wurde erfasst, welche Wörter im Spanischen im Gebrauch waren, und diese wurden ins Wörterbuch aufgenommen. Auch wenn die Akademie insoweit Wertungen vornahm, als sie einzelne Wörter als „vulgär“ oder „niedrig“ bezeichnete (heute würde hier der Vermerk „umgangssprachlich“ stehen), wurden diese Wörter – anders als etwa in Frankreich üblich – aufgeführt, sodass sich die Benutzer selbst für oder gegen deren Verwendung entscheiden konnten. Lediglich „unanständige“ Wörter (voces indecentes) und Eigennamen wurden nicht erfasst.
Das Akademie-Wörterbuch ist beinahe 300 Jahre lang der Maßstab für Wörterbücher der spanischen Sprache geblieben. Im 18. Jahrhundert war das einzige Konkurrenzwerk der Diccionario castellano von Esteban Terreros, ein heikles Unterfangen, da die Verfasser Jesuiten waren, die 1773 aus Spanien ausgewiesen worden waren. Im 19. Jahrhundert erschienen ausschließlich Bearbeitungen oder Raubdrucke des Akademie-Wörterbuchs, meist verbunden mit einem Vorwort, in dem die Akademie für ihre angeblich schlechte Arbeit beschimpft wurde. Bemerkenswert ist jedoch das Wörterbuch, das Vicente Salvá 1846 in Paris herausgab. Zwar ging auch er vom Akademie-Wörterbuch aus, das er jedoch sorgfältig überarbeitet und erweitert hatte. Sein Wörterbuch war vor allem für den amerikanischen Markt bestimmt. Selbst María Moliner, die 1966/67 ein vielbeachtetes und -gerühmtes Wörterbuch herausbrachte, hatte es noch auf der Grundlage des Akademie-Wörterbuchs erarbeitet. Erst 1999 erschien unabhängig von der Akademie ein großes spanisches Wörterbuch, der Diccionario del español actual unter der Leitung von Manuel Seco, das es in jeder Hinsicht mit dem Akademie-Wörterbuch aufnehmen konnte. Es war völlig neu auf der Grundlage eines Textkorpus erarbeitet worden, das zu 70 Prozent auf Zeitungen und Zeitschriften, zu 25 Prozent auf Büchern nicht nur belletristischer Art und zu 5 Prozent auf Katalogen, Broschüren, Prospekten etc. beruhte. Damit war zum ersten Mal ein deskriptives, mit Belegen arbeitendes Wörterbuch der spanischen Sprache verwirklicht, das im Ergebnis stark vom Akademie-Wörterbuch abweicht. Ironischerweise ist der Verfasser des bisher ernsthaftesten Konkurrenzunternehmens zum Akademie-Wörterbuch, Manuel Seco, selbst Mitglied der Akademie.

## Grammatik, Rechtschreibung und Quelleneditionen

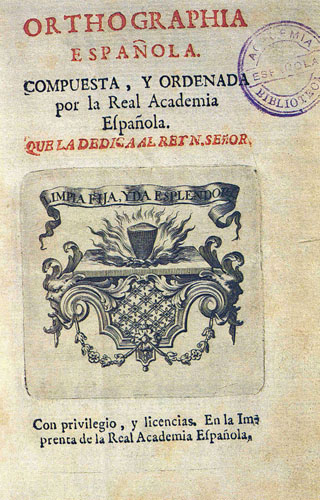
Titelblatt des ersten Regelwerks zur spanischen Rechtschreibung Ortographía española von 1741

Die Statuten der Akademie sahen auch die Herausgabe einer Grammatik, einer Poetik und einer Geschichte der spanischen Sprache vor. Jedoch stellte sich zunächst ein anderes Problem als vordringlich heraus: die Reform der Rechtschreibung. Sie hatte sich im 13. Jahrhundert herausgebildet, ohne an die seither veränderte Aussprache angepasst worden zu sein. Bereits mit dem Diccionario de Autoridades begann die Akademie, die Rechtschreibung zu vereinheitlichen. 1741 brachte sie ein erstes Regelwerk – die Ortographía – heraus, die Reform wurde aber erst mit der achten Auflage von 1815 abgeschlossen. Dank dieser Arbeit ist das Schriftbild des Spanischen viel näher an der Aussprache geblieben als etwa im Französischen oder Englischen. 1844 wurde die Rechtschreibung der Königlichen Akademie für verbindlich im spanischen Schulunterricht erklärt; die Spanisch sprechenden Staaten Amerikas schlossen sich im Laufe der Jahre (zuletzt Chile 1927) an. Die Rechtschreibung wird fortlaufend reformiert, so zuletzt 2000 und 2010. Zum Beispiel darf seitdem der Buchstabe „y“ nicht nur i griega, sondern auch ye genannt werden; ein Wort wie solo trägt grundsätzlich kein Akzentzeichen mehr.

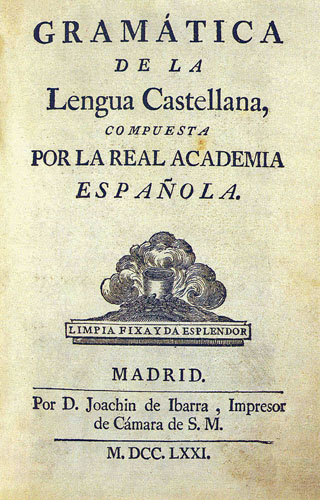
Titelblatt der ersten Grammatik der Königlichen Akademie Gramática de la lengua castellana von 1771

Die erste Grammatik der spanischen Sprache war 1492 von Antonio de Nebrija verfasst worden. Die Königliche Akademie veröffentlichte ihre erste Grammatik 1771, blieb aber weit hinter dem Standard zurück, den sie mit ihrem Wörterbuch und der Rechtschreibung gesetzt hatte. Die Grammatik wurde in der Fassung von 1796 ohne Änderungen bis 1854 nachgedruckt. Im 19. Jahrhundert trat vor allem der Venezolaner Andrés Bello – korrespondierendes Mitglied der Akademie – mit seinen Arbeiten zur spanischen Grammatik hervor. 1917 und 1924 wurde die Grammatik der Königlichen Akademie stärker überarbeitet, aber schließlich wurde deutlich, dass sie komplett neu geschrieben werden müsse. Diese Aufgabe wurde mit dem  („Entwurf zu einer neuen Grammatik“) von Salvador Fernández Ramirez und Samuel Gili Gaya 1973 vorbereitet, der Phonologie und Morphologie der spanischen Sprache auf eine neue Grundlage stellte. Die neue Grammatik wurde schließlich ab 2009 veröffentlicht. Nach Aussage des gegenwärtigen Direktors der Akademie, José Manuel Blecua, bleibt aber die Aufgabe, Wörterbuch, Rechtschreibung und Grammatik miteinander zu harmonisieren.

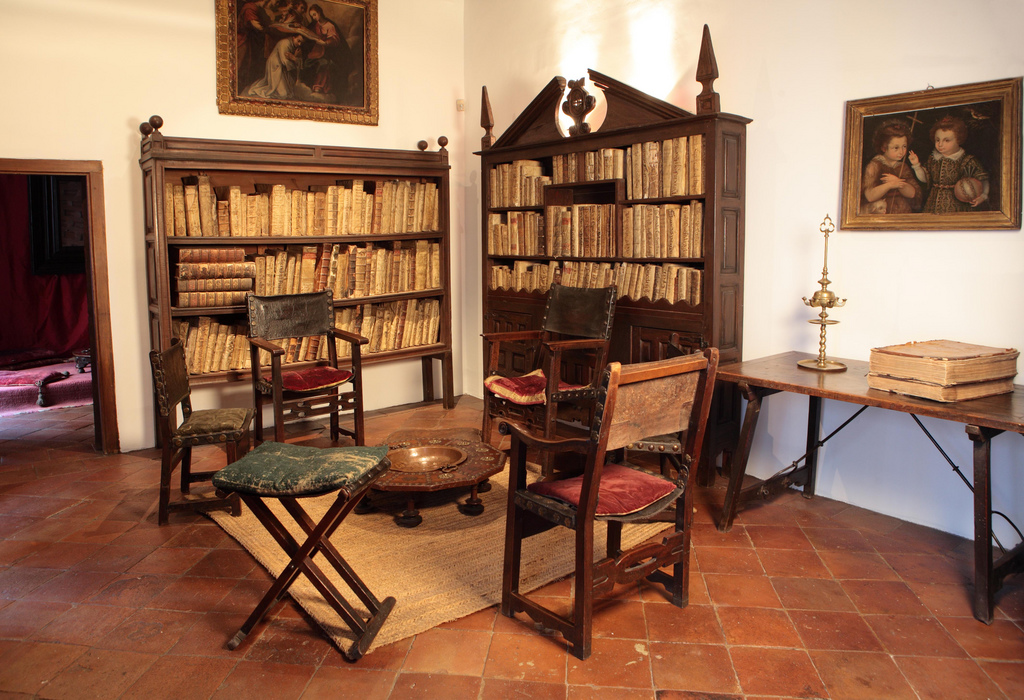
Die Akademie unterhält auch in Madrid das 1935 eröffnete Museum Casa Museo Lope de Vega in dem Haus, in dem Lope de Vega lebte und starb.

Zu den Aufgaben der Akademie gehört auch die Herausgabe bedeutender Werke der spanischen Sprachgeschichte, angefangen 1780 mit einer Prachtausgabe des Quijote in vier Bänden. Die Werke Cervantes’ sind seitdem durch die Akademie immer wieder neu aufgelegt worden. Nachdem im Jahr der Befreiung von der französischen Herrschaft 1815 der Fuero Juzgo – eine Gesetzessammlung von 1241 unter Ferdinand III., die letztlich auf die Westgoten zurückgeht – erschienen war, zeigte die Akademie jahrzehntelang auf dem Gebiet der Quellenedition keine Aktivität mehr. Erst ab 1890 veröffentlichte sie in 15 großen Bänden, die auch eine Biografie enthalten, die Theaterstücke von Lope de Vega. Große Resonanz in Südamerika fand die Anthologie hispanoamerikanischer Dichter in vier Bänden, die zwischen 1893 und 1895 herauskam. Es folgten im 20. Jahrhundert zahlreiche weitere Editionen wie die große Studienausgabe des Cantar de Mio Cid – dem Heldenepos aus der Zeit um 1200, das als die erste spanische Dichtung gilt – oder die Faksimile-Ausgabe des Libro de buen amor von 1330.

## Die Arbeitsweise der Akademie
Mit seinem Privileg von 1714 hatte der König die Zahl der Akademiker auf 24 festgesetzt. Unter ihnen befanden sich Aristokraten, Ritter militärischer Orden, Höflinge und hochrangige Kleriker. Schon dank ihrer Entstehungsgeschichte unterhielt die Akademie enge Beziehungen zum Hof, seit 1723 wurde sie auch staatlich subventioniert. Damals räumte ihr Philipp V. erstmals 60.000 Reales aus der Tabaksteuer ein, um die Druckkosten des Wörterbuchs zu finanzieren.

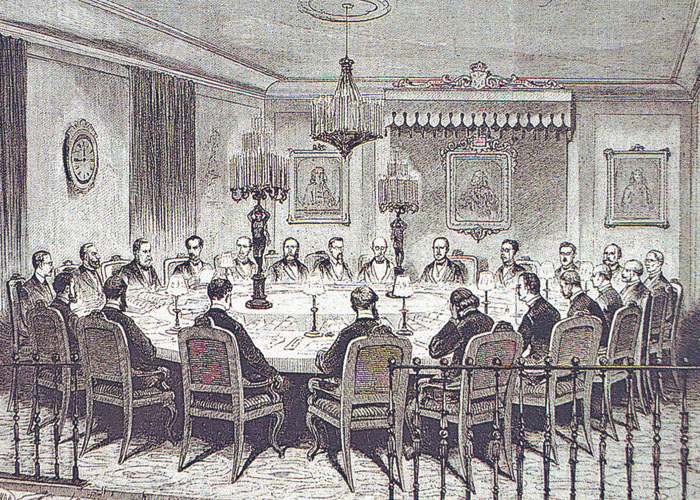
Akademiesitzung 1872: Der äußere Rahmen hat sich seitdem kaum verändert.

In der Zeit der französischen Herrschaft zwischen 1808 und 1814 stellte die Akademie ihre Arbeit nahezu ein. Aber auch nach der Befreiung erholte sie sich unter der Regierung von Ferdinand VII. (1814–1833) nur langsam: Zahlreiche Sitze blieben unbesetzt, die Akademie hatte Schwierigkeiten, eine neue Ausgabe des Wörterbuchs zu finanzieren. Die vergleichsweise schwache Leistung der Akademie in diesem Jahrhundert hängt – außer mit den politischen Gründen – laut Rafael Lapesa aber auch damit zusammen, dass die Akademiker wenig Neigung zur Gemeinschaftsarbeit zeigten und lieber ihre eigenen Projekte verfolgten. In dieser Zeit wandelte sich die Real Academia Española von einer Gelehrtengesellschaft zu einer Akademie, deren Mitglieder die Elite der spanischen Literatur repräsentieren. Aber auch herausragende Spanier ohne Bezug zur Literatur oder Lexikografie wurden mit einem Sitz in der Akademie geehrt: Ein Beispiel ist der spätere Nobelpreisträger für Medizin, Santiago Ramón y Cajal, der 1905 in die Akademie gewählt wurde, sich aber nie an deren Arbeit beteiligte.
1848 erhielt die Akademie neue Statuten: Die Zahl der Mitglieder wurde von 24 auf 36 erhöht, leerstehende Sitze mussten innerhalb von zwei Monaten neu besetzt werden. Erstmals wurden Kommissionen für Wörterbuch, Grammatik, Rechtschreibung usw. eingerichtet, in denen bis heute die eigentliche Arbeit geleistet wird. Die Akademiker erhielten das Recht, verbotene Bücher zu erwerben und zu lesen. Auch wurde festgelegt, dass sich die Akademie nie über die Qualität literarischer Werke, Gedichte usw. äußert, es sei denn, sie wäre ausdrücklich von der Krone dazu aufgefordert worden. Die Statuten sind seitdem noch mehrfach überarbeitet und um eine Geschäftsordnung ergänzt worden. Für das historische Wörterbuch (Diccionario histórico de la lengua española) wurde 1947 erstmals bei der Akademie ein Lexikografisches Seminar eingerichtet, das vom Staat finanziert wird, und damit die Arbeit in die Hände von hauptamtlichen Linguisten gelegt. Ausländische Hispanisten werden als korrespondierende Mitglieder einbezogen. Die traditionell starke deutsche Hispanistik war und ist – angefangen 1868 mit Adolf Friedrich von Schack – auf diese Weise eingebunden. Heute hat die Akademie 46 Mitglieder, die so genannten „Akademiker“. Ihre Stühle sind mit den Groß- und Kleinbuchstaben des Alphabets versehen, sie werden – für deutsche Ohren etwas missverständlich – academico de número genannt. Um aufgenommen zu werden, muss zunächst ein Akademiker sterben. In geheimer Abstimmung wählen die Kollegen dann den Nachfolger.

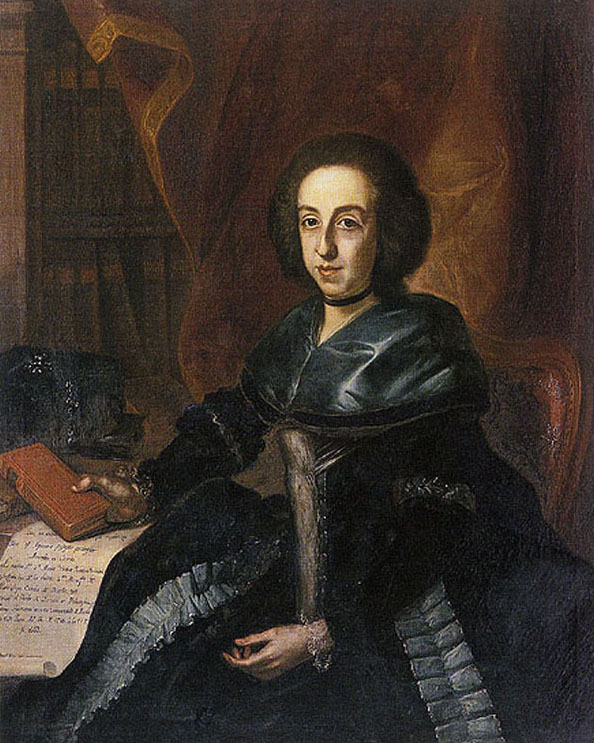
Die erste Frau an der Akademie – María Isidra de Guzmán y de la Cerda – hat nur wenig Spuren hinterlassen.

1784 wurde als erste Frau María Isidra de Guzmán y la Cerda – vermutlich auf Druck des Hofs – zwar nicht als reguläres Mitglied, aber doch als Ehrenmitglied aufgenommen. Über die damals 17-Jährige ist wenig bekannt; lediglich in der dritten Auflage des Diccionario wird sie einmal erwähnt. Sie scheint ihre Mitarbeit eingestellt zu haben, nachdem sie als Marquesa von Guadalcázar nach Córdoba gezogen war. Es hätte also einen Präzedenzfall gegeben, als 1853 die angesehene Schriftstellerin Gertrudis Gómez de Avellaneda die Aufnahme beantragte. In geheimer Abstimmung beschlossen aus diesem Anlass die Akademiker mit 14 zu 6 Stimmen, grundsätzlich keine Frauen zuzulassen. Anfang des 20. Jahrhunderts bemühten sich wieder Frauen um Aufnahme in der Akademie: 1912 Emilia Pardo Bazán, 1928 Blanca de los Ríos, beide Schriftstellerinnen wurden abgelehnt. Viel Aufsehen erregte 1972 die Ablehnung der Lexikografin María Moliner, die auf der Grundlage des Akademie-Wörterbuchs ein originelles und erfolgreiches eigenes Wörterbuch erarbeitet hatte. Erst 1978 wurde – nach nahezu zwei Jahrhunderten – wieder eine Frau, die Schriftstellerin Carmen Conde, aufgenommen. Die anderen beiden Kandidaten für ihren Sitz waren ebenfalls Frauen, sodass der Akademie auch nichts anderes übrig geblieben wäre. Im Jahr 2013 gibt es sechs Akademikerinnen.
Die wichtigste Aufgabe der Akademie bleibt die Überarbeitung des gewöhnlichen Wörterbuchs. Es ist berüchtigt dafür, dass einmal aufgenommene Definitionen so lange stehen bleiben, bis sie nur noch komisch wirken. So definierte die 19. Auflage von 1970 „küssen“ (besar) noch immer als „einen Gegenstand zum Zeichen der Liebe, Freundschaft oder Verehrung mit den Lippen berühren, wobei sich die Lippen sanft zusammen- und auseinanderziehen“. Diese Definition ging in wenig veränderter Form auf den Diccionario de Autoridades von 1726 zurück. Die Vorbereitung einer neuen Auflage wurde bis 1970 immer ein bis zwei Akademikern übertragen; erst seitdem arbeitet eine Gruppe von Linguisten kontinuierlich am Wörterbuch. Für Fachvokabular sind 14 Kommissionen eingerichtet und zahlreiche Spezialisten an die Akademie berufen worden.

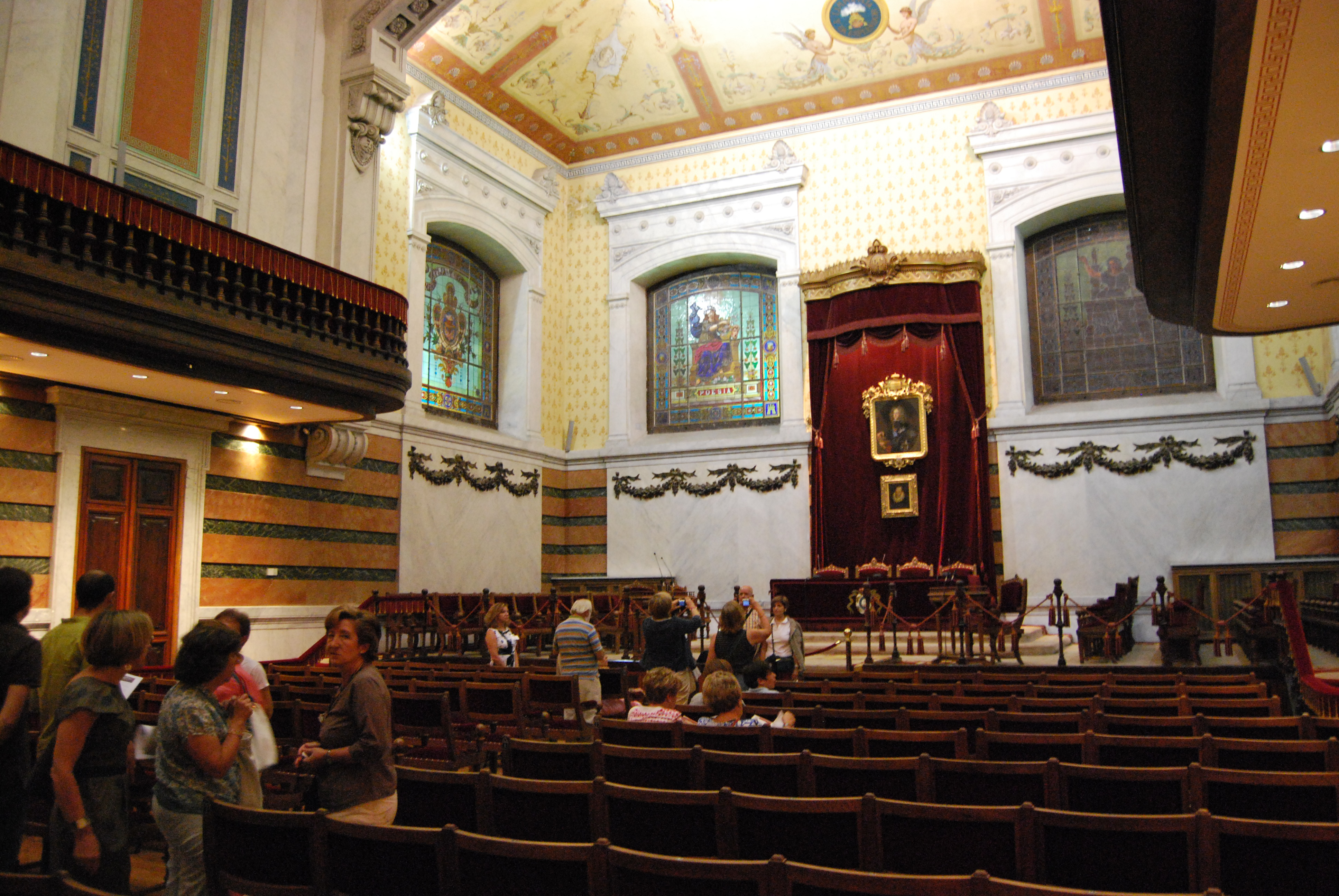
Vortragssaal der Königlichen Akademie

Ursprünglich hatte die Akademie ihren Sitz im Haus ihres Gründers, des Marqués de Villena; nach seinem Tod trafen sich die Mitglieder in verschiedenen anderen Häusern. 1894 bezog die Akademie ihr heutiges Gebäude: Das Baugelände war von der Krone gestiftet worden, die Baukosten hatten zwei Millionen Peseten betragen. Heute stellt es mit seiner imposanten Front, der erlesenen Ausstattung, der Lage in der Nähe von Prado und der Klosterkirche von San Jerónimo el Real ein repräsentatives Bauwerk Madrids dar. Die Bibliothek umfasst 250.000 Bände, aber auch mehr als 2000 Manuskripte von Schriftstellern wie Lope de Vega und Pablo Neruda. Außerdem beherbergt das Gebäude einen prächtig ausgemalten Vortragssaal, das Lexikografische Seminar, und weitere Räume für die verschiedenen Kommissionen. Bekannt in der spanischen Öffentlichkeit ist der große, ovale Tisch des Plenarsaals, an dem sich die Akademiker zu ihren Sitzungen versammeln.
Die Akademiker treffen sich Donnerstagabends um halb acht zu ihren Plenarsitzungen. Hier können neue Wörter oder neue Wortbedeutungen für die Aufnahme ins Wörterbuch vorgeschlagen und diskutiert werden. Bevor ein neuer Eintrag endgültig aufgenommen wird, werden fünf Jahre abgewartet, um zu sehen, ob sich der Gebrauch des Wortes stabilisiert hat. Das Wort wird von Linguisten der Akademie geprüft, zur Kommentierung an die Kollegen aus den lateinamerikanischen Akademien geschickt, und schließlich wird ein Entwurf für den Eintrag geschrieben, der zuletzt im Plenum gutgeheißen wird. Die Sitzung endet pünktlich um halb neun.
Die lexikografische Arbeit hat sich durch die Informationstechnik verändert. Seit 1995 wurden zwei Datenbanken aufgebaut. Das Corpus de Referencia del Español Actual enthält 200 Millionen Einträge, die eine repräsentative Stichprobe des zeitgenössischen Spanisch seit 1975 darstellen sollen. Hierfür wurden auch mündliche Äußerungen sowie Proben aus den Spanisch sprechenden Ländern Amerikas berücksichtigt. Vorbilder sind die britischen Datenbankprojekte Bank of English und British National Corpus. Im Corpus Diacrónico del Español werden historische Texte von den Anfängen der spanischen Sprache bis 1974 erfasst. Diese Datenbank bildet die Arbeitsgrundlage für das historische Wörterbuch. 1995 erschien erstmals eine Ausgabe des Akademie-Wörterbuchs auf CD-ROM. Zwischen 2001 und 2013 wurde das inzwischen online verfügbare Wörterbuch fünfmal aktualisiert.
2014 erschien die 23. Auflage auf Papier, und der Sekretär der Akademie, Dario Villanueva, glaubt nicht, dass sie die letzte sein werde. Anfragen zu Zweifelsfällen der spanischen Sprache können an die Abteilung Español al Día – inzwischen auch über Twitter – gestellt werden. Der Haushalt beläuft sich auf 7,6 Millionen Euro im Jahr, von denen 1,9 Millionen vom Staat kommen. Der Rest stammt aus den Einnahmen des Bücherverkaufs sowie aus Spenden.

## Beziehungen nach Lateinamerika

Länder mit einer Akademie für Spanische Sprache

In Lateinamerika beschäftigten sich schon Mitte des 19. Jahrhunderts – etwa in Kolumbien, Venezuela oder Argentinien – Linguisten mit der spanischen Sprache. Die Real Academia Española hatte eine Schrittmacherrolle bei der Gründung entsprechender nationaler Akademien in Südamerika, indem sie zunächst einzelne südamerikanische Persönlichkeiten zu korrespondierenden Mitgliedern ernannte und sie dann aufforderte, nach Mitstreitern zu suchen. Als erstes wurde 1871 in Kolumbien eine Akademie gegründet, schnell folgten bis 1887 Akademien in Ecuador, Mexiko, El Salvador, Venezuela, Chile, Peru und Guatemala. Acht weitere Akademien entstanden zwischen 1922 und 1949, außerdem 1924 eine Akademie auf den Philippinen, 1955 in Puerto Rico und 1973 für Nordamerika. Lediglich die argentinische und die uruguayische Akademie sind unabhängig von der Real Academia entstanden, auch wenn sie gute Beziehungen zu ihr pflegen. Beispiele sind die:
- Academia Mexicana de la Lengua
- Academia Argentina de Letras
- Academia Filipina de la Lengua Española
- Academia Norteamericana de la Lengua Española

1952 wurde in Mexiko der erste Kongress der Akademien für spanische Sprache abgehalten, der seitdem in Abständen von vier Jahren zusammentritt. Auf dem Kongress in Bogotá wurde 1960 die „Gesellschaft der Akademien für spanische Sprache“ gegründet, die seit 1965 ihren Sitz in Madrid hat. Die Zusammenarbeit wurde mit dem „Internationalen Kongress für Spanische Sprache“ auf der Weltausstellung 1992 in Sevilla auf eine neue Grundlage gestellt. Eine Konsequenz ist, dass die Akademie sich an der Aktualisierung des „Wörterbuchs der Amerikanismen“ beteiligt.
Sämtliche Einträge im Akademie-Wörterbuch werden auch von amerikanischen Spanisch-Sprechern begutachtet. Durch diese enge Zusammenarbeit sowie durch die Übernahme der Rechtschreibregeln ist bisher verhindert worden, dass die spanische Sprache sich ähnlich aufgespalten hätte, wie es für das Portugiesische in Brasilien und Portugal zu konstatieren ist.

### Justizkonflikt mit Argentinien
Die argentinische Justiz erklärte am 27. September 2024 den Lexikoneintrag „judío“ (Jude) mit der fünften Definition: „Dicho de una persona: Avariciosa o usurera“ (Ausdrück über eine Person: geizig und wucherisch) für diskriminierend und befahl der RAE, diese sofort zu entfernen, nachdem drei jüdische Organisationen (Congreso Judío Latinoamericano (CJL), Delegación de Asociaciones Israelitas Argentinas und Asociación de Abogados Judíos de la República Argentina) eine gemeinsame Klage eingereicht hatten, die u. a. auch von der Organisation Amerikanischer Staaten unterstützt wurde. Das Gericht rief außerdem die Nationale Behörde für Kommunikation auf, den Zugang zu dieser Definition vorübergehend zu blockieren, bis die RAE der Anordnung Folge geleistet hat. Die Kläger betrachten diese Definition als „Hassrede, die zur Diskriminierung aus religiösen Motiven antreibt“. Die RAE weist bei der genannten Definition ausdrücklich darauf hin, dass sie beleidigend und diskriminierend ist. Bereits im September 2023 hatten sich über 20 spanischsprachige jüdische Gemeinschaften aus aller Welt mit diesem Anliegen an die RAE gewandt, jedoch ohne Erfolg.

## Verhältnis zu den anderen Sprachen Spaniens

### Geschichte
Im 19. Jahrhundert wurde das Problem des Nationalismus in Katalonien, dem Baskenland und Galicien akut, was auch zu einer Renaissance der zugehörigen Sprachen führte. Während der Herrschaft des Diktators Primo de Rivera ordnete König Alfons XIII. 1926 an, dass zusätzliche Sitze in der Akademie für diese Sprachen einzurichten seien, und tatsächlich wurden damals Akademiker für Katalanisch, Valencianisch, Mallorquinisch, Galicisch und Baskisch berufen. 1930 beschloss jedoch die Akademie, diese Sitze auslaufen zu lassen, und seitdem ist die Königliche Akademie ausschließlich für die spanische Sprache (Kastilisch) zuständig. Die anderen Sprachen Spaniens werden von anderen Institutionen betreut: Katalanisch von der sehr aktiven Secció Filològica des Institut d’Estudis Catalans  in Barcelona, Baskisch von der  Real Academia de la Lengua Vasca – Euskaltzaindia in Bilbao und Galicisch von der Real Academia Galega in A Coruña.

### Spanische Ortsnamen
2025 bekräftigte die RAE ihre Entscheidung, in spanischsprachigen Texten die kastilischen Schreibweisen von Ortsbezeichnungen wie Vizcaya (statt baskisch Bizkaia) den Bezeichnungen in den anderen co-offiziellen Sprachen vorzuziehen. Dazu gehört auch die spanische Version der Stadt Gerona, die im Katalanischen Girona heißt. Gleichzeitig warnte die RAE davor, dass die Schreibung der Ortsnamen zu politischen Zwecken wie den Unabhängigkeitsbestrebungen in Katalonien und dem Baskenland missbraucht wird, weswegen sie in ihrem Diccionario panhispánico de dudas die spanischen Schreibweisen empfiehlt, es sei denn, ein Gesetz schreibe etwas anderes vor. Die Entscheidung wurde getroffen, um die Klarheit und Natürlichkeit der spanischen Sprache zu wahren. Mit dieser Entscheidung positioniert sich die RAE gegen die zunehmende Verwendung regionalsprachlicher Ortsnamen in spanischen Texten und setzt sich für die Einheitlichkeit und Traditionsbewahrung in der spanischen Sprache ein.

## Mitglieder
Ehrenpräsident der Akademie ist der König von Spanien Felipe VI.
Die derzeitigen académicos de número sind, in der Reihenfolge ihrer Berufung (in Klammern der Klein- oder Großbuchstabe, dem sie zugeordnet sind).
- (O) Pere Gimferrer (1985)
- (c) Víctor García de la Concha (1992, Ehren-Direktor)
- (l) Emilio Lledó Íñigo (1994)
- (C) Luis Goytisolo (1995)
- (u) Antonio Muñoz Molina (1996)
- (V) Juan Luis Cebrián (1997)
- (t) Ignacio Bosque (1997)
- (ñ) Luis María Anson (1998)
- (I) Luis Mateo Díez (2001)
- (N) Guillermo Rojo (2001)
- (k) José Antonio Pascual (2002, Vizedirektor)
- (E) Carmen Iglesias (2002)
- (T) Arturo Pérez-Reverte (2003)
- (G) José Manuel Sánchez Ron (2003)
- (j) Álvaro Pombo (2004)
- (h) José Manuel Blecua Perdices (2006)
- (a) Pedro García Barreno (2006)
- (S) Salvador Gutiérrez Ordóñez (2008)
- (D) Darío Villanueva (2008, Direktor)
- (m) José María Merino (2009, Vizesekretär)
- (g) Soledad Puértolas (2010)
- (P) Inés Fernández-Ordóñez (2011)
- (Q) Pedro Álvarez de Miranda (2011)
- (e) Juan Gil Fernández (2011)
- (f) José Terceiro Lomba (2012)
- (r) Santiago Muñoz Machado (2013, Sekretär)
- (b) Miguel Sáenz (2013)
- (n) Carme Riera Guilera (2013)
- (Z) José Luis Gómez (2014)
- (B) Aurora Egido Martínez (2014)
- (F) Manuel Gutiérrez Aragón (2016)
- (H) Félix de Azúa (2016)
- (U) Clara Janés (2016)
- (s) Paz Battaner (2017)
- (J) Carlos García Gual (2019)
- (M) Juan Mayorga Ruano (2019)
- (K) José María Bermúdez de Castro (2022)
- (i) Paloma Díaz-Mas (2022)
- (d) Dolores Corbella Díaz (2023)
- (q) Asunción Gómez Pérez (2023)
- (X) Clara Sánchez (2023)
- (A) Pedro Manuel Cátedra García (2024)[75]
- (R) Javier Cercas (2024)[76]

Durch Tod der Inhaber vakante Sitze
- (p) Francisco Rico Manrique († 27. April 2024)[77]
- (o) Antonio Fernández de Alba († 7. Mai 2024)[78]
- (L) Mario Vargas Llosa († 13. April 2025)[79]

Ehemalige Mitglieder
- Kategorie:Mitglied der Real Academia Española

## Veröffentlichungen der Akademie
Aufgeführt sind jeweils der Erstdruck und die aktuelle Auflage (Auswahl)
„Das“ Akademie-Wörterbuch:

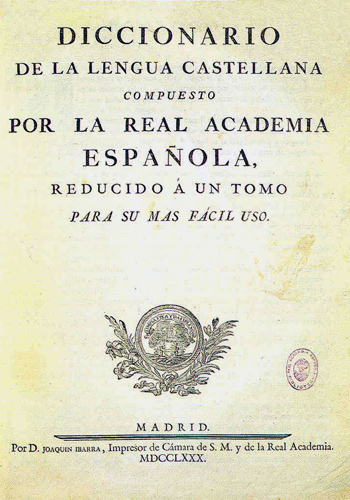
Titelblatt des Diccionario de la lengua castellana von 1780

- Diccionario de la lengua castellana en que se explica el verdadero sentido de las voces, su naturalzea y calidad, con las frases o modos de hablar, los proverbios of refranes, y otras cosas convenientes al uso de la lengua. Dedicado al Rey Nuestro Señor Don Phelipe V. (que Dios guarde), a cuyas reales expensas se hace esta obra. Compuesta por la Real Academia Española. 6 Bände, Madrid 1726–1739. (Bd. 1 und 2 gedruckt von Francisco del Hierro, Band 3 von dessen Witwe, Band 4–6 von dessen Erben). Üblicherweise als Diccionario de Autoridades bekannt.

Faksimile-Ausgabe in drei Bänden von Gredos, Madrid 1964
- Diccionario de la lengua castellana compuesto por la Real Academia Española, reducido á un tomo para su mas fácil uso. Gedruckt von Joaquín Ibarra, Madrid 1780. Bekannt als Diccionario de la lengua española de la Real Academia Española.
- Diccionario de la lengua española. 23. Auflage. Espasa, Madrid 2014. Das maßgebliche Wörterbuch der spanischen Sprache, abgekürzt: DRAE.

Historisches Wörterbuch:
- Diccionario histórico de la lengua española. Band 1: A, Band 2: B–Cevilla, Academia Española, Madrid 1933/1936.
- Diccionario histórico de la lengua española. Real Academia Española, Madrid 1972.

Weitere Wörterbücher:
- Diccionario manual e ilustrado. 1927, zuletzt 4. Auflage, Espasa Calpe, Madrid 1989.
- Diccionario escolar de la Real Academia Española. 1996, zuletzt 2. Auflage. Espasa Calpe, Madrid 2001. Wörterbuch mit 33.000 Einträgen für den Schulgebrauch
- Diccionario panhispánico de dudas. 2. Auflage, Santillana, Madrid 2005.
- Diccionario de americanismos. Santillana, Madrid 2010. Unter Beteiligung der Akademie
- Manuel Seco, Olimpia Andrés, Gabino Ramos: Diccionario fraseológico documentado del español actual. Locuciones y modismos españoles. Aguilar lexicografía, Madrid 2004, ISBN 84-294-7674-1.

Rechtschreibung:
- Ortographía española. Compuesta, y ordenada por la Real Academia Española, que la dedica al Rey N[uestro] Señor. Real Academia Española, Madrid 1741.
- Prontuario de ortografía española. EDAF, Madrid 2000. Kurzer Abriss der Rechtschreibung für den Schulgebrauch
- Ortografía de la lengua española. Espasa, Madrid 2010.

Grammatik:
- Gramática de la lengua castellana, compuesta por la Real Academia Española. Gedruckt von Joachin de Ibarra, Madrid 1771.
- Nueva grámatica de la lengua española. 3 Bände. Espasa, Madrid 2009–2011.

Schriftenreihen:
- Boletín de la Real Academia Española. Seit 1914. Mitteilungsblatt der Akademie
- Anejos del Boletín de la Real Academia Española. Seit 1959. Enthält Monografien zu hispanistischen Themen.

Quelleneditionen (kleine Auswahl):
- Miguel de Cervantes: Quijote. 4 Bände. Gedruckt von Joaquín Ibarra, Madrid 1780.
- Fuero Juzgo en latin y castellano. Gedruckt von Ibarra, Madrid 1815.
- Obras de Lope de Vega. 15 Bände. 1890–1930.
- Antología de poetas hispanoamericanos. 1893–95.
- Ramón Menéndez Pidal (Hrsg.): Cantar de Mio Cid. Texto, gramática y vocabulario. 1908–1911.
- El libro de Buen Amor. Heraclio Fournier, Vitoria 1974. Reproduktion des Codex Gayoso von 1389